# Jean-Robert Argand
Jean-Robert Argand (18. července 1768, Ženeva - 13. srpna 1822, Paříž) byl francouzský knihkupec a amatérský matematik.

## Život
Byl synem zlatníka Jacqua Arganda a Eve Carnacové. Mezi lety 1791 až 1794 se účastnil revoluce v ženevské republice v různých vedoucích funkcích. Poté se přestěhoval do Sèvres a později do Paříže.
Argand roku 1806 zveřejnil geometrickou interpretaci komplexních čísel (Argandův diagram), v níž imaginarní jednotka i představuje otočení roviny o 90°. Tento geometrický popis je znám pod Gaussovým jménem. Před Gaussem to samé, kromě Arganda, popsal ještě Caspar Wessel.

## Dílo
- Essai sur une manière de représenter les quantités imaginaires dans les constructions géométriques, Paříž 1806